# Walerij Kaszuba
Walerij Jurjewicz Kaszuba (ros. Валерий Юрьевич Кашуба; ur. 14 września 1984) – kirgiski piłkarz grający na pozycji bramkarza. Od 2016 jest zawodnikiem klubu Dordoj Biszkek.

## Kariera piłkarska
Swoją karierę piłkarską Kaszuba rozpoczął w klubie Dordoj Naryn, w którym w 2000 roku zadebiutował w pierwszej lidze kirgiskiej. W połowie 2002 roku odszedł do RUOR Gwardija Biszkek, a na początku 2003 został zawodnikiem SKA Szoro Biszkek. W latach 2003–2005 trzykrotnie z rzędu został z nim wicemistrzem Kirgistanu, a w 2003 zdobył też Puchar Kirgistanu.
W latach 2006–2007 Kaszuba grał w Dordoju-Dinamie Naryn. W sezonie 2006 sięgnął z nim po dublet (mistrzostwo i puchar kraju), a w 2007 po tytuł mistrzowski. W latach 2008–2009 występował w klubie Abdysz-Ata Kant. Dwukrotnie został z nim wicemistrzem Kirgistanu oraz zdobył puchar tego kraju w 2009 roku. W 2010 roku był piłkarzem Ałgi Biszkek.
W 2011 roku Kaszuba został piłkarzem kazachskiego drugoligowca, Ak Bułak FK. Spędził w nim dwa sezony, po czym w 2013 wrócił do Kigistanu i został zawodnikiem Ałaju Osz. W 2013 roku zdobył z nim dublet. W 2015 roku grał w tadżyckim FK Chodżent, z którym wywalczył mistrzostwo Tadżykistanu.
W 2016 roku Kaszuba wrócił do Dordoju Biszkek. W 2016 wywalczył wicemistrzostwo kraju, a w 2017 - dublet.

## Kariera reprezentacyjna
W reprezentacji Kirgistanu Kaszuba zadebiutował 10 listopada 2004 w przegranym 0:3 towarzyskim meczu z Kuwejtem. W 2019 roku powołano go do kadry na Puchar Azji.